# Бердиєв Аллаберди
Аллаберди Бердиєв (нар. 1904, місто Байрам-Алі Мервського повіту Закаспійської області, тепер місто Байрамали Марийського велаяту, Туркменістан — 3 лютого 1964, місто Ашхабад тепер Туркменістан) — радянський діяч, 1-й секретар Ленінського районного комітету КП(б) Туркменії, 2-й секретар ЦК КП(б) Туркменії, голова Президії Верховної ради Туркменської РСР. Член Бюро ЦК КП(б) Туркменії (1938—1948). Депутат Верховної Ради СРСР 1—2-го скликань (1937—1950).

## Біографія
Народився в родині наймита. З 1918 по вересень 1920 року — чорнороб, учень коваля, робітник-молотобієць державного показового бавовняного поля в місті Байрам-Алі.
У вересні 1920 — жовтні 1921 року — рядовий 1-го Туркестанського добровольчого загону Бухарської Червоної армії. У жовтні 1921 — грудні 1923 року — старший міліціонер відділення міліції в селищі Хайрабад Бухарської Радянської Народної Республіки. У 1922 році вступив до комсомолу.
З грудня 1923 по квітень 1928 року — селянин у господарстві батька в Байрам-Алі. З квітня 1928 по березень 1929 року — мотальник Ашхабадської шовкомотальної фабрики. У 1929 році закінчив школу ліквідації неписьменності в Ашхабаді.
З березня 1929 по вересень 1931 року — голова фабричного комітету Ашхабадської шовкомотальної фабрики.
Член ВКП(б) з травня 1930 року.
З вересня 1931 по лютий 1932 року — слухач курсів партійного активу в місті Ташкенті.
У лютому — липні 1932 року — відповідальний секретар Бурдалицького районного комітету КП(б) Туркменії.
З липня по вересень 1932 року — культпропагандист партійного комітету Ашхабадської шовкомотальної фабрики.
У вересні 1932 — квітні 1933 року — керуючий Туркменської республіканської контори бринзотресту.
У квітні 1933 — жовтні 1934 року — керуючий Чарджуйським відділенням Туркменшовкотресту. У жовтні 1934 — липні 1935 року — керуючий Туркменшовкотресту в місті Керкі Туркменської РСР.
З липня 1935 по листопад 1936 року — слухач курсів марксизму-ленінізму в місті Ашхабаді.
У листопаді 1936 — червні 1937 року — інструктор Ташаузького окружного комітету КП(б) Туркменії.
У червні 1937 — січні 1938 року — 1-й секретар Ленінського районного комітету КП(б) Туркменії.
У січні — липні 1938 року — завідувач сільськогосподарського відділу ЦК КП(б) Туркменії.
16 липня 1938 — 20 серпня 1940 року — 2-й секретар ЦК КП(б) Туркменії.
Одночасно 24 липня 1938 — 26 січня 1942 року — голова Верховної ради Туркменської РСР.
У вересні 1940 — листопаді 1941 року — слухач Вищої школи партійних організаторів при ЦК ВКП(б) у Москві.
9 листопада 1941 — 26 січня 1942 року — в.о. голови Президії Верховної ради Туркменської РСР. 26 січня 1942 — 6 березня 1948 року — голова Президії Верховної ради Туркменської РСР.
У січні 1948 — вересні 1950 року — слухач Вищої партійної школи при ЦК ВКП(б) у Москві.
У вересні 1950 — березні 1953 року — 1-й заступник голови виконавчого комітету Сурхан-Дар'їнської обласної ради депутатів трудящих Узбецької РСР.
З березня 1953 року — голова Сурхан-Дар'їнської міжколгоспної ради з водогосподарського будівництва в місті Термезі Узбецької РСР.
Працював начальником Головного управління лісового господарства, заповідників і мисливських господарств при Раді міністрів Турменської РСР.
Потім — персональний пенсіонер союзного значення.
Помер 3 лютого 1964 року після нетривалої хвороби.

## Нагороди
- чотири ордени Леніна (23.11.1939, .12.1944, 11.04.1947)
- орден Вітчизняної війни І ст.
- медалі